# Lockheed Ventura
Локхід Вентура (англ. Lockheed Ventura), також PV-1 — американський морський патрульний літак-бомбардувальник та розвідник, який використовували повітряні сили армії США та Королівські Повітряні сили Великої Британії часів Другої світової війни. Його розробляли наприкінці 1930-х років на заміну бомбардувальника «Хадсон», створеного за британським замовленням. З 1942 року надходив на озброєння британської військової авіації, пізніше його використовували американські ВМС та повітряні сили армії, а також він за ленд-лізом надходив до австралійських, канадських, новозеландських і південно-африканських повітряних сил, що брали участь у війні в Європі та на Тихому океані. Спочатку «Вентури» використовували для денних нальотів на окуповану Європу, але вони виявилися надто вразливими без ескорту винищувачів і з осені 1943 року були замінені на сучасніші винищувачі-бомбардувальники. У післявоєнний час їх широко застосовували флоти та повітряні сили деяких країн світу. Остаточно знятий з озброєння португальськими ПС у 1975 році.

## Історія створення
Наприкінці 1930-х років компанія Lockheed розпочала розробку на основі цивільного пасажирського літака Lockheed Model 18 Lodestar серії літаків для потреб військової авіації. В компанії вже був досвід в пристосованні цивільних літаків для військових потреб, оскільки в 1938 році на основі Lockheed Model 14 Super Electra за британським замовленням було створено знаменитий патрульно-розвідувальний літак і бомбардувальник «Хадсон». Проєкт виявився досить вдалим і британська закупівельна комісія запропонувала продовжити роботи над ним, щоб «Хадсон» максимально відповідав тактико-технічним вимогам, виставленим британськими військовими льотчиками.
У лютому 1940 року фірма Lockheed отримала контракт на поставку перших 25 літаків під фірмовим позначенням Model 32-94-01, але в ході подальших дискусій із замовником низка вимог зазнала змін, що призвело до появи нового прототипу, що здобув позначення Model 37-21-01. Ця модифікація літака оснащувалася дворядними 18-циліндровими двигунами Pratt & Whitney R-2800 Double Wasp S1A4-G потужністю 1850 к.с. У травні 1940 року британці зробили замовлення відразу на 300 літаків. У тому ж році був укладений другий контракт ще на 375 літаків, яким також присвоїли назву «Вентура» Mk.I.
«Вентура» був дуже схожий на «Хадсон», але на відміну від нього новий бомбардувальник важив більше, мав більш об'ємний фюзеляж, та оснащувався потужнішими авіаційними двигунами. Збільшений об'єм літака дозволяв нести до 1134 кг бомб на внутрішній підвісці, а під консолями крила встановили тримачі для підвісних паливних баків, замість яких можна було підвісити звичайні або глибинні бомби вагою до 227 кг. Крім того, збільшений бомбовідсік тепер дозволяв розміщувати в ньому стандартну укорочену торпеду калібру 553 мм.
31 липня 1941 року відбувся перший політ прототипу «Ventura» Mk.I, пофарбованого в британський камуфляж. Тестові польоти підтвердили високі характеристики дослідного зразка, хоча він ще не був озброєним. Незабаром розпочалося серійне виробництво цього літака, яке тривало до вересня 1945 року включно.

## Конструкція

### Конструкція та дизайн

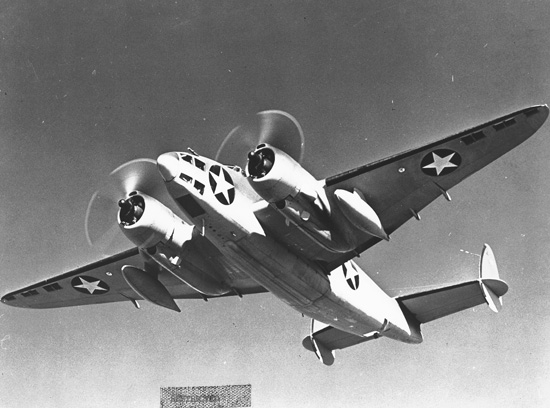
PV-1 «Вентура»

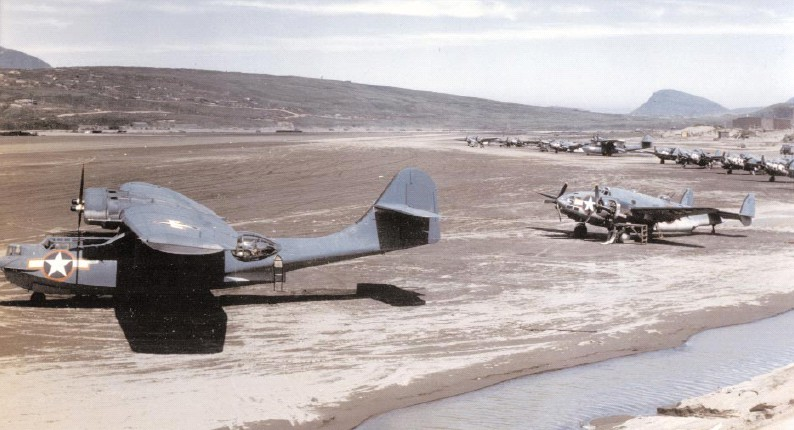
Літаки PBY-5A PV-1 «Вентура» на Алеутських островах. 1943

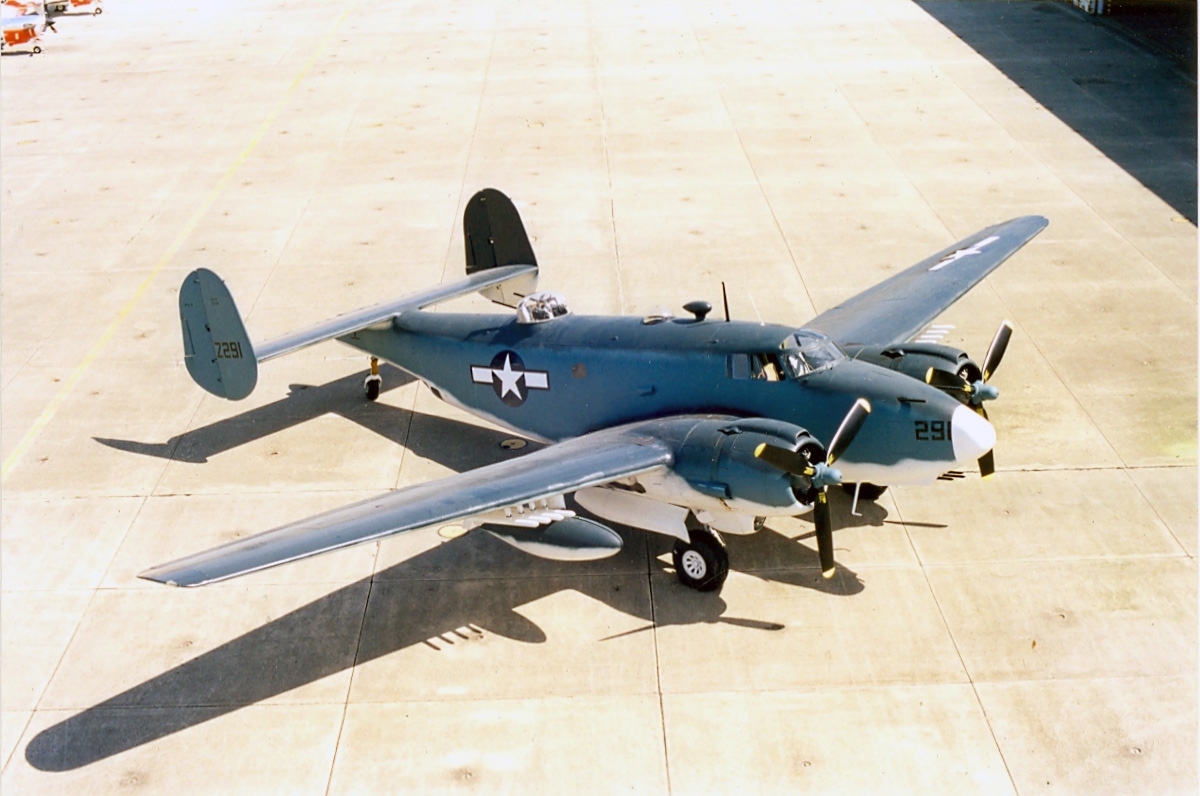
PV-2 Harpoon у Національному музеї морської авіації США

«Локхід Вентура» — вільнонесучий суцільнометалевий моноплан з широким фюзеляжем та з крилами, що проходять через передню середню частину його перетину. На хвостовій балці розміщувалося горизонтальне оперення овальної форми і два невеликих кілі.
Силова установка — два 18-циліндрових радіальні поршневі мотори Pratt & Whitney R-2800 Double Wasp S1A4-G потужністю 1850 к.с. на «Вентура» I, і R-2800 Double Wasp SB2-G потужністю 2000 к.с. на варіанті «Вентура» II і решті модифікацій. Гвинти — трилопатеві «Де Хевілленд-Гамільтон-Стандарт» «Гідрометик» 23Е-50-287, діаметром 3,23 м, широколопатевого типу з гідравлічним управлінням кроком гвинта. Двигуни живилися бензином з протектованих паливних баків загальним об'ємом 2139 л, що стояли в центроплані. При далеких польотах в середній частині фюзеляжу встановлювалися ще два металевих протектованих баки. На «Вентурі» II ввели знімні непротектовані баки, що розміщувалися в бомбовому відсіку, ємністю 2953 л.

### Озброєння

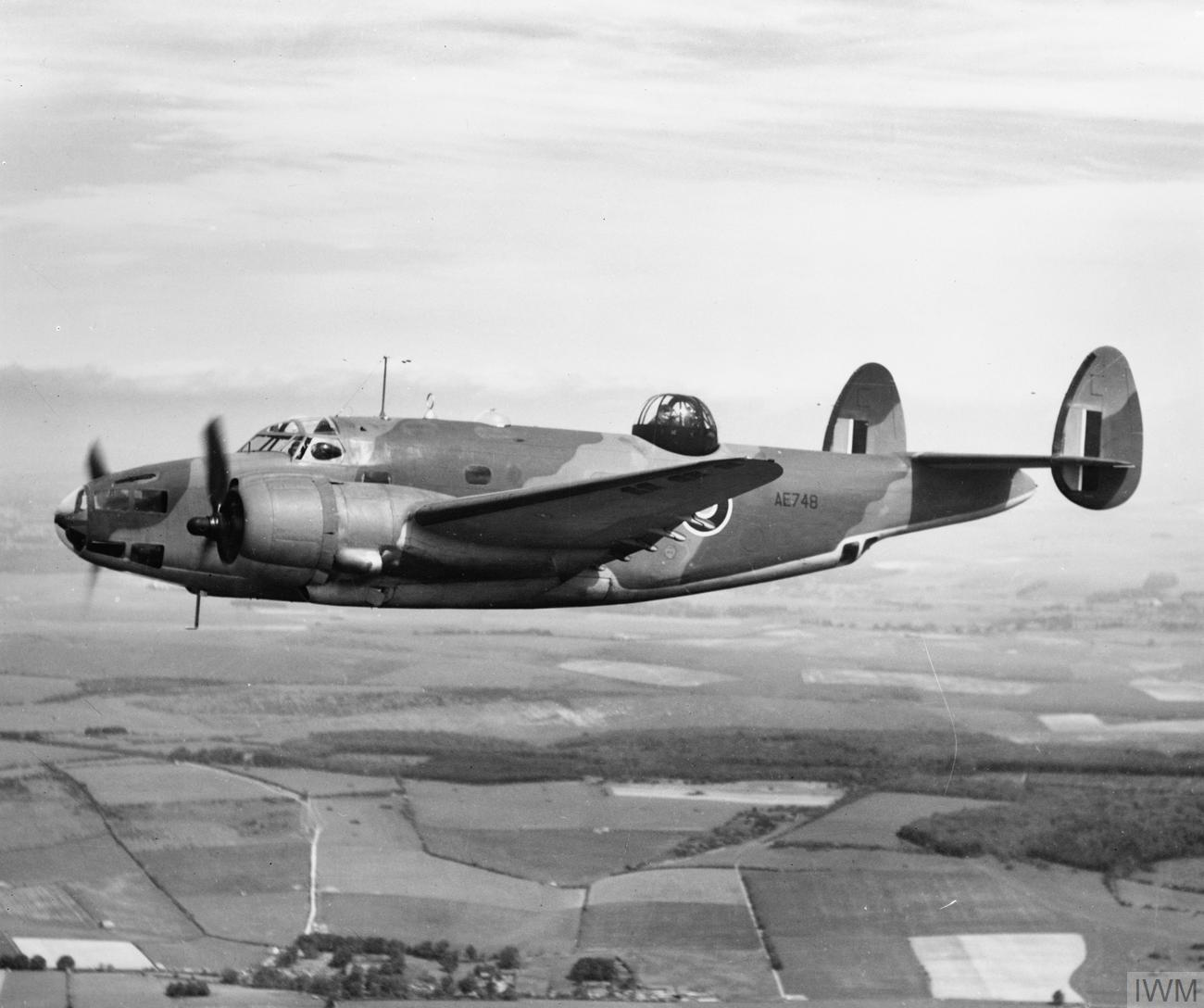
Британський «Вентура» Mk.I у польоті. 1943

Озброєння «Вентури» складалося з чотирьох 12,7-мм Browning M2 і двох 7,62-мм кулеметів Browning М1919: 2, що рухалися, в носовій частині кабіни штурмана, ще 2 нерухомих над нею, і 2 на турелі нагорі фюзеляжу.
Бомбове навантаження знаходилося тільки усередині фюзеляжу. Бомбовий відсік розташовувався під підлогою кабіни, і мав сім балок бомботримачів. Для «Вентури» I загальне навантаження обмежувалася 1134 кг, для «Вентури» II — 1361 кг. В асортимент боєприпасів входили фугасні, бронебійно-фугасні, осколкові і глибинні бомби декількох типів.

## Основні модифікації
- «Вентура» Mk.I — перший серійний зразок за контрактом з Королівськими ПС Великої Британії, з двигунами Pratt & Whitney R-2800 Double Wasp S1A4-G (1 850 к.с). Декілька одиниць перероблено у Британії для Берегового командування під позначенням Ventura GR.Mk I. Побудовано 188 літаків.
- «Вентура» Mk.II — поліпшена версія Mk.I зі збільшеним бомбовим відсіком та потужнішими двигунами R-2800 Double Wasp SB2-G потужністю 2000 к.с. 487 літаків збудовано. Британська авіація отримала тільки 196 з них, решта з 264 машин була реквізована Повітряними силами армії США, де отримала позначення R-Model 37, а 27 екземплярів увійшли до складу ВМС США як PV-3.
- «Вентура» Mk.IIA — версія Mk.II зі зміненим комплектом озброєння. 200 одиниць.
- «Вентура» GR.Mk.V — британське позначення PV-1; деякі згодом були модифіковані на транспортні літаки з позначенням Ventura C.Mk V. Загалом ПС Великої Британії, Канади, Нової Зеландії та Південно-Африканського Союзу отримали 387 літаків цього типу.
- B-34 — американське позначення 20 експортних літаків «Вентура» Mk.IIA, реквізованих за ленд-лізом.
- B-34A — колишні британські бомбардувальники, які повернули США за ленд-лізом і які використовували як навчально-тренувальні літаки. 101 одиниця.
- B-34B — версія B-34A, перероблена на навчальні літаки для тренування штурманів. 13 літаків.
- B-37 — варіант літака з двигунами Wright R-2600-13 потужністю 1700 к.с. Із замовлених 550 побудовано лише 18.
- PV-1 або PV-1 Ventura — американська модифікація патрульного літака B-34. 1600 виготовлено. 388 поставлено до Королівських ПС Великої Британії, як «Вентура» GR.Mk.V, інші до австралійських, новозеландських та південно-африканських Повітряних сил.
- PV-1P — декілька одиниць PV-1, оснащених апаратом аерофоторозвідки.
- PV-2 Harpoon — модернізована версія патрульного літака із збільшеним розмахом крила, переробленим хвостовим оперенням та іншою зброєю. 470 одиниць.
- PV-2C — навчально-тренувальна версія літака PV-2. 30 зразків.
- PV-2D — варіант патрульного літака PV-2 з вісьмома 12,7-мм кулеметами в носовій частині. 35 одиниць.
- PV-2T — навчально-тренувальна версія літака PV-2 для навчання екіпажів літаків.
- PV-3 Ventura — позначення для 27 літаків Ventura Mk II, що повернулися за британським контрактом.

## Бойове використання
Хоча «Вентури» з'явились в ВПС Великої Британії ще в вересні 1941 року, але 21-а ескадрилья, перша, яка мала оснащуватись цими літаками, почала освоєння тільки в травні 1942 року. Перший бойовий виліт відбувся 3 листопада 1942, тоді 3 «Вентури» бомбили залізничний вузол в Нідерландах. Наступного року їх використовували для денних нальотів на окуповану Європу, але, як і деякі інші бомбардувальники Королівських ПС, вони виявилися надто вразливими без ескорту винищувачів, що на той час було важко забезпечити при проведенні далеких місій. Зокрема при нальоті на завод Philips в Ейндховені було збито 9 з 47 літаків, а ще 37 зазнали різного роду ушкоджень. Тому вже до початку вересня 1943 року всі «Вентури» були замінені на швидші «Москіто». «Вентури» були переведені до Берегового командування для виконання патрулювання у відкритому морі; 30 було відправлено до Королівських повітряних сил Канади, а частина — до ПС Південно-Африканського Союзу.
Загалом Канада отримала 21 літак Mk.I, 108 Mk.II/IIA, 20 GR.Mk.V і 137 PV-1, перші дві модифікації використовували виключно як навчальні, а інші в морських патрульних ескадрильях.
Південно-Африканський Союз отримав 135 літаків «Вентура» Mk.I/II, які були відправлено в 17-у, 22-у і 27 ескадрильї, пізніше надійшло ще 134 GR.Mk.V. Спочатку їх використовували для патрулювання навколо півдня Африки, але пізніше перекинули на Середземноморський ТВД. Окрім патрулювання літаки 22-ї ескадрильї залучали до нічних нальотів на італійські аеродроми. Останні «Вентури» були зняті з озброєння тільки в 60-х роках.
В ВПС США B-34 і B-37 переважно використовували як навчальні, а «Вентури» серії PV передали ВМС. В жовтні 1942 року першої їх отримала ескадрилья VP-82 на Ньюфаундленді, але в бою американські PV-1 взяли участь тільки в квітні 1943 року на Алеутських островах, куди було перекинуто чотири ескадрильї. Окрім патрулювання вони здійснювали систематичні бомбардування японських об'єктів на острові Парамушир. З осені 1943 року PV-1 починають діяти в районі Соломонових островів, переважно завдаючи ударів по японських малих кораблях. З 1944 року на озброєння надійшла модифікація PV-2, яку активно використовували на Тихому океані. Після війни, 1948 році PV були відведені в резервні ескадрильї, а в 1957 році повністю списані.

## Тактико-технічні характеристики

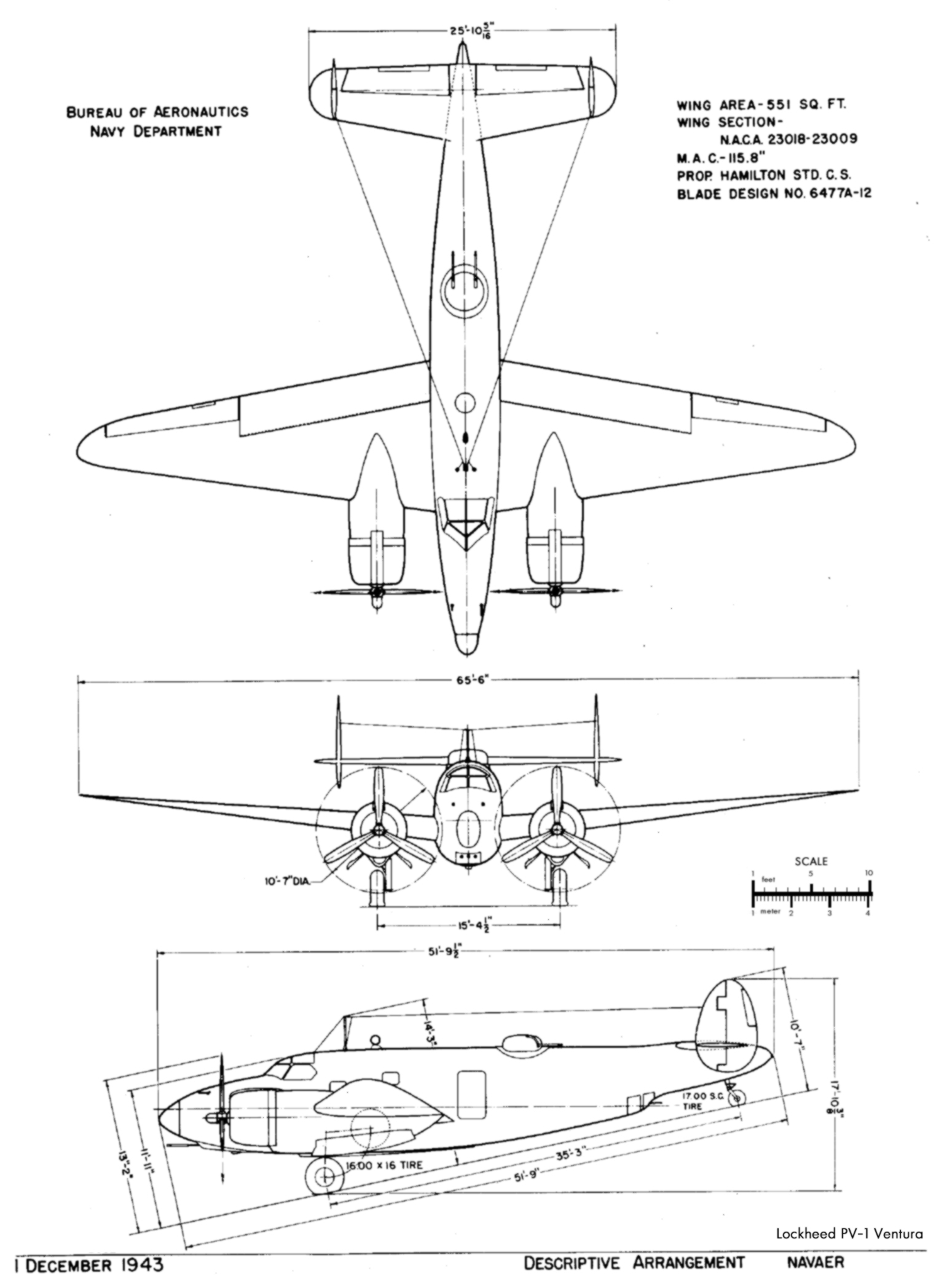
Схематичне зображення патрульного літака «Локхід Вентура»

Дані з Ударная авиация Второй Мировой — штурмовики, бомбардировщики, торпедоносцы
|                       |                       | Mk.I                              | B-34                          | B-37                 | PV-1                          | PV-2                          |
| --------------------- | --------------------- | --------------------------------- | ----------------------------- | -------------------- | ----------------------------- | ----------------------------- |
| Довжина               | Довжина               | 15,67 м                           | 15,67 м                       | 15,67 м              | 15,87 м                       | 15,88 м                       |
| Висота                | Висота                | 3,60 м                            | 3,61 м                        | 3,61 м               | 3,61 м                        | 3,60 м                        |
| Розмах крил           | Розмах крил           | 19,97 м                           | 19,97 м                       | 19,97 м              | 19,97 м                       | 22,86 м                       |
| Площа крил            | Площа крил            | 57,86 м²                          | 57,86 м²                      | 57,86 м²             | 57,86 м²                      | 72,03 м²                      |
| Маса                  | пустого               | 7816 кг                           | 7836 кг                       | 8444 кг              | 9161 кг                       | 9538 кг                       |
| Маса                  | спорядженого          | 10 206 кг                         | 11 612 кг                     | 12 247 кг            | 14 096 кг                     | 15 272 кг                     |
| Маса                  | максимальна злітна    | 11 793 кг                         | 12 587 кг                     | 13 381 кг            | 15 422 кг                     | 16 329 кг                     |
| Двигуни               | Двигуни               | 2 × Pratt & Whitney R-2800-S1A4-G | 2 × Pratt & Whitney R-2800-31 | 2 × Wright R-2600-13 | 2 × Pratt & Whitney R-2800-31 | 2 × Pratt & Whitney R-2800-31 |
| Потужність            | Потужність            | 2 × 1850 к.с.                     | 2 × 2000 к.с.                 | 2 × 1700 к.с.        | 2 × 2000 к.с.                 | 2 × 2000 к.с.                 |
| Максимальна швидкість | Максимальна швидкість | 502 км/год                        | 507 км/год                    | 480 км/год           | 518 км/год                    | 454 км/год                    |
| Дальність польоту     | нормальна             | 1490 км                           | 1530 км                       | 2090 км              | 2670 км                       | 2880 км                       |
| Дальність польоту     | максимальна           |                                   | 4185 км                       | 4345 км              |                               | 4715 км                       |
| Бойова стеля          | Бойова стеля          | 7620 м                            | 7315 м                        | 6830 м               | 8015 м                        | 7285 м                        |

## Країни-оператори
- Австралія
  - Повітряні сили Австралії — 75 літаків (1943—1946)
- Канада
  - Королівські військово-повітряні сили Канади
  - Королівський військово-морський флот Канади — 286 літаків (1943—1957)
- Нова Зеландія
  - Королівські військово-повітряні сили Нової Зеландії — 143 літаки (1943—1948)
- СРСР
  - Авіація ВМС СРСР
- Велика Британія
  - Королівські ПС Великої Британії
- Португалія
  -  Повітряні сили Португалії — 42 літаки (1954—1975)
- Південна Африка
  -  ПС Південно-Африканського Союзу — 7 ескадрилей (1943—1960)
- США
  -  ВМС США
  -  ПС армії
- Бразилія
  -  Повітряні сили Бразилії — 20 літаків (1944—1956)
- Італія
  -  Повітряні сили Італії — 22 літаки (1953—1959)
- Нідерланди
  -  Королівські повітряні сили Нідерландів — 18 літаків (1951—1955)
- Перу
  -  Повітряні сили Перу
- Японія
  -  Повітряні сили Японії — 17 літаків (1955—1960)